# Age of Empires
|  | Denne artikel omhandler det første Age of Empires-spil. For artiklen om hele serien, se Age of Empires-serien. |
Age of Empires er et computerspil udviklet af Ensemble Studios og udgivet af Microsoft i 1997. Spillet, der ofte ses forkortet som AoE, er primært udviklet til pc, selv om enkelte andre platforme understøttes – dog ikke de mange udbredte spillekonsoller. Spillet har fået en meget stor fanskare, og det er siden fulgt op af flere andre lignende spil – se nederst i artiklen.

## Spiltype
Age of Empires er et strategispil, der er baseret på historiske civilisationer og forløb, men uden at være bundet heraf. Spillet kan spilles både som enkeltbrugerspil og som flerbrugerspil over lokalnetværk.

## Spilkoncept
Ideen med spillet er at udvikle en primitiv stamme til en velfungerende civilisation i oldtiden (8.000 f.v.t. til 500 e.v.t.).
De forskellige tidsaldre man går igennem:
1. Stone age (Jægerstenalder)
2. Tool age (Bondestenalder)
3. Bronze age (Bronzealder)
4. Iron age (Jernalder)

Spillet kan spilles i forskellige versioner:
- Kampagnebaseret, hvor der på forhånd er givet en række bundne mål med en stamme, som man så skal gennemføre i rækkefølge.
- Frie spil, hvor man styrer en stamme til sejr, enten ved overvindelse af spillets øvrige stammer eller ved at komme først med at skabe et vidunder (f.eks. en pyramide, hvis man spiller en egyptisk stamme).

Disse to versioner spilles mod andre stammer, der er computerstyrede med en form for kunstig intelligens. Imidlertid kan de frie spil også spilles over netværk, så op til 8 spillere deltager samtidig.

### Civilisationer
Der opereres med 12 civilisationer i spillet:

Asiatiske
- Ældre Choson, Nordkorea (2333 – 108 f.v.t)[2]
- Shang, NØ Kina (1800 – 1000 f.v.t.)[2]
- Yamato, Japan (300 – 800 e.v.t)[2]

Babyloniske
- Babyloniere, Mesopotamien (1900 – 539 f.v.t.)[2]
- Hittitter, Tyrkiet (2000 – 1200 f.v.t.)[2]
- Persere, Iran (700 – 332 f.v.t)[2]

Egyptiske
- Assyrere, Mesopotamien (1800 – 600 f.v.t.)[2]
- Egyptere (5000 – 30 f.v.t.)[2]
- Sumerere, Mesopotamien (5000 – 2230 f.v.t.)[2]

Græske
- Grækere (2100 – 146 f.v.t.)[2]
- Minoere, Kreta (2200 – 1200 f.v.t.)[2]
- Fønikere, Middelhavet (1200 – 146 f.v.t.)[2]

De enkelte civilisationer har forskellige egenskaber, især hvad angår krigsstyrke.

### Teknologi
Udviklingen af teknologi er baseret på forskellige bygningstyper. Basalt set har man som spiller brug for neutrale huse (så man kan skaffe sig beboere). Men de øvrige bygninger har forskellige egenskaber, som man har brug for i spillet. Det drejer sig f.eks. om smedjer, havne og forskellige militære bygninger. Når man har sådanne bygninger får man mulighed for forbedre stammens egenskaber ved f.eks. at bruge ressourcer på udvikling af bedre våben.
De forskellige bygninger og egenskaber står ikke til rådighed alle på en gang, men afhænger af den tidsalder, man befinder sig i.

### Mennesker
I spillet skelner man mellem landsbybeboere (trælle), der basalt set skaffer ressourcerne samt bygger bygninger og reparerer ved skader, samt militærenheder, der forsvarer stammen og angriber fjender. Dertil kommer præster, der kan omvende modstandere og helbrede skadede mennesker. Præsterne kan først fås, når man har bygget sig et tempel. Præster og templer skal her forstås som generelle beskrivelser af religiøse forhold, der tilpasses de enkelte civilisationer.
Ressourcer:
- Mad (Food), der bruges til at danne trælle (Villagers) og soldater samt til at opgradere til højere tidsaldre. Trællene indsamler det fra bærbuske, marker, fiskeri og jagt.
- Tømmer (Wood), til at bygge huse, katapulter og skibe. Trællene fælder træerne til tømmer.
- Guld, til at købe opfindelser for, til at opgradere til højere tidsaldre og til at danne præster. Trællene kan bryde det i åbne miner eller man kan bytte sig til det.
- Sten, til at bygge fæstningsværker med. Trællene kan bryde det i stenbrud.

### Øvrige enheder
Af landgående enheder findes – ud over mennesker – kamphjælpemidler som katapulter, som kan være til stor nytte, hvis man skal nedbryde en fjendtlig befæstning.

Man skal sørge for at holde sin katapult beskæftiget, da den er meget triggerhappy. Hvis den opdager en sølle fjendtlig bærsamler, angriber den øjeblikkeligt, resulterende i at de fire svære kavalerister (á 80 guldstykker), man havde sat til at dræbe bærsamleren, bliver dræbt!
Skibe spiller også en stor rolle i AoE, idet man kan udvikle forskellige søgående enheder til henholdsvis fiskeri, transport, handel og kamp.

Man skal overvåge sine galejer, da de er meget aggressive. Hvis man har udlagt en to-tre galejer til en søblokade, kan man risikere at de er sænket når man vender tilbage til dem.
 Årsagen er, at de i deres søgen efter fjender er sejlet helt op på stranden og derved kan angribes af køllemænd, øksemænd, sværdstikkere og elefanter.

En overdreven ting ved Age of Empires er at en bueskytte, i nogen tilfælde, kan duellere med en båd og vinde! En anden pudsig ting, er at en soldat, der stikker med sit spyd tilstrækkelig mange gange, kan få en stenmur til at bryde i brand og brase sammen!
Også for disse enheder gælder det, at de stilles til rådighed på varierende tidspunkter i spillets tidsaldre.

## Udvidelse
I 1998 blev udvidelsespakken Age of Empires: The Rise of Rome udgivet. Udover bl.a. finpudsning, tilføjelser i gameplayet, nye teknologier og enheder indeholder spillet fire nye civilisationer og en ny type af arkitektur.

## Snydekoder
Age of Empires indeholder en række snydekoder, her er et udvalg af dem:
Tryk [enter], skriv koden og tryk derefter [enter] igen.
- [pepperoni pizza] – Spilleren modtager 1.000 enheder mad
- [woodstock] – Spilleren modtager 1.000 enheder træ
- [coinage] – Spilleren modtager 1.000 enheder guld
- [quarry] – Spilleren modtager 1.000 enheder sten
- [reveal map] – Hele kortet bliver synligt
- [no fog] – Alle fjendtlige enheder bliver synlige
- [steroids] – Al træning og byggeri udføres øjeblikkeligt (gælder alle)
- [photon man] – Anakronistisk laserbevæbnet soldat produceres
- [e=mc2 trooper] – Anakronistisk kernevåbenbevæbnet soldat produceres
- [bigdaddy] – Sportsvogn med påmonteret missil produceres
- [gaia] – Du mister alle dine mænd, men du får alle dyrene
- [diediedie] – Alle dør
- [home run] – Man vinder